# Fun Factory
Fun Factory — немецкая евродэнс-группа. Пик популярности пришёлся на середину 1990-х годов.
По состоянию на 2016 год группой продано 22 миллиона копий альбомов.

## История

### Начало
Группа была основана в 1992 году. В её состав вошли четыре музыканта: Бальджа (тур. Balca), Стив (англ. Steve), Род Ди (англ. Rod D.) и Смуф Ти (англ. Smooth T.). Первым синглом группы стал «Fun Factory’s Theme», который вышел в том же году.
В 1993 году появляется клип на песню «Groove Me». После выхода этого клипа солистка Бальджа Тозун по неизвестным причинам визуально заменяется на модель Мари-Анет Мей, но, в силу действия контракта, продолжает работать основной вокалисткой, оставаясь в тени. В буклетах к альбомам она лишь упоминалась Мари-Анет в графе «Благодарности», в то время как её вокал присутствует на всех альбомах Fun Factory до 1998 года.
24 апреля 1994 года выходит дебютный альбом NonStop!, впоследствии переизданный с небольшими изменениями под именем Close to You. Альбом содержит такие хиты как «Close to You», «Take Your Chance» и «I Wanna B With U» (вошедшие в Тор-20 Германии).
23 января 1996 года группа выпустила свой второй альбом Fun-Tastic, сопровождаемый выходом синглов «Celebration», «I Love You», «Doh Wah Diddy» и «Oh Yeah Yeah». К этому времени популярность группы в Европе растёт, а синглы попадают в чарты США и Канады. В 1996 году группу покидает Смуф Ти, который начал работу над другими проектами. В 1996 году вышел сборник All Their Best, состоящий из ремикшированных лучших песен коллектива. Вскоре после выпуска этого альбома группа была расформирована.
Два бывших участника Fun Factory — Мари-Анет и Стив — начали проект Fun Affairs, где солистом стал Рэй Хортон (англ. Ray Horton), но успех вновь образованной группы был довольно скромным.

### New Fun Factory
В 1998 году был сформирован дэнс-поп-коллектив New Fun Factory с полностью обновлённым составом участников. Первый сингл группы — «Party With Fun Factory» — вышел 24 августа того же года, со специальным релизом на японском языке. Первый альбом группы — Next Generation — вышел 19 июля 1999 года, и продался тиражом свыше 100 000 копий. Музыкальная стилистика этого альбома отличалась от стилистики альбомов Fun Factory первого состава; здесь было больше рэпа, регги и поп-музыки. Некоторые песни с этого альбома, ставшие довольно популярными: «Sha-la-la-la-la», «Party With Fun Factory» и «Fun Factory’s Millennium Theme».
Для Fun Factory новой движущей силой и вдохновителем стал выходец из Лихтенштейна, Эл Вальзер (англ. Al Walser). С помощью его творческой энергии коллектив обеспечил себе весьма широкую популярность в некоторых регионах планеты (например, в Азии). 21 августа 2002 года вышел ABC of Music — второй и последний альбом обновлённой группы. Этот альбом имел небольшой успех, и группа в 2003 году прекратила свою деятельность.
В 2007 году был запущен новый сайт Fun Factory, где было объявлено о проведении кастинга для набора участников нового, третьего состава группы, и летом 2008 года обозначился состав коллектива, который, как и в изначальной Fun Factory, состоял из четырёх участников. Ими стали: рэпер Дуглас (англ. Douglas), вокалистка Джасмин (англ. Jasmine), вокалист Джоэл (англ. Joel) и танцовщица Ли (англ. Lea). Тем не менее, данный состав не являлся постоянным.
29 августа 2008 года вышел сингл «Be Good to Me» и в 2009 году планировался выпуск альбома Storm In My Brain.

### Воссоединение
В декабре 2009 года Тони Коттурой был выпущен сингл «Shut up», вокалисткой на котором выступила Бальджа. В 2013 году три оригинальных участника группы — Бальджа, Тони и Стив — воссоединились и исполнили песни Fun Factory под именем The Originalz FF Members of Fun Factory (это было первое официальное выступление Бальджи в составе группы).
В 2014 году продюсер и основатель группы Рикардо Хейлинг перезапустил официальный сайт и разместил информацию о том, что трио снова будет выступать под именем Fun Factory. 7 августа 2015 года вышел сингл «Let’s Get Crunk»; 15 июля 2016 года — «Turn It Up», а в августе — новый студийный альбом Back to the Factory.

## Участники

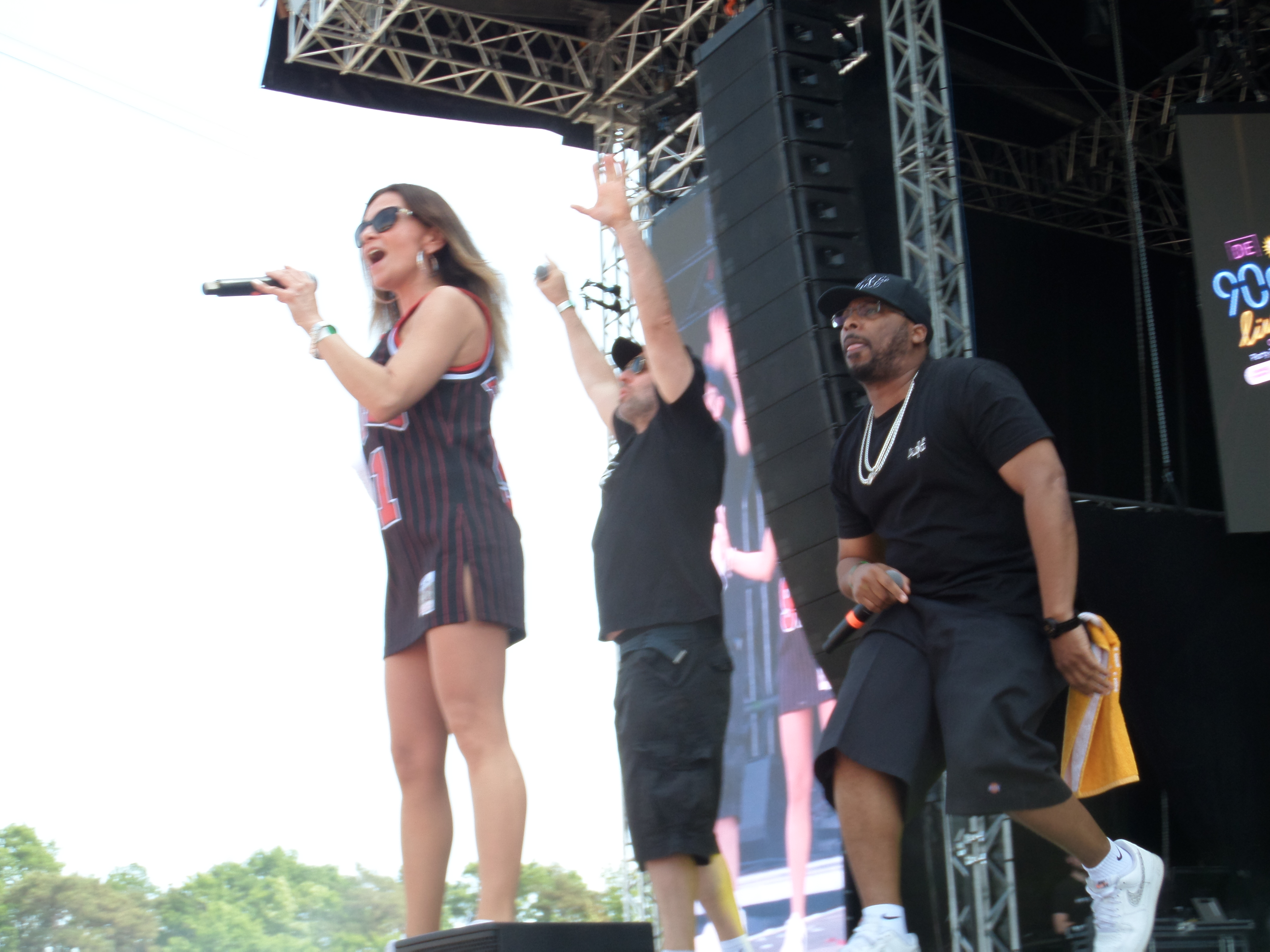
Live in Vechta, 2019 год

### Fun Factory первого состава
- Бальджа (Бальджа Тозун, тур. Balca Tözün) — солистка
- Мари-Анет Мей (фр. Marie-Anett Mey) — позиционировалась как солистка, тем не менее, являлась всего лишь «лицом группы». Родилась в Париже, Франция.
- Смуф Ти (Тони Коттура, англ. Toni Cottura) — рэпер. Родился в Германии.
- Род Ди (Родни Хардисон, англ. Rodney Hardison) — рэпер. Родился в США.
- Стив (Стефан Броварчик, англ. Stephan Browarczyk) — танцор, бэк-вокалист.

### New Fun Factory, первый состав
- Аннет — солистка. Настоящее имя — Аннет Мёллер (нем. Annett Möller).
- Лиан Росс — вокалистка 1999—2003 (англ. Lian Ross, настоящее имя Йозефина Хибель, нем. Josephine Hiebel).
- Эл — солист, рэпер. Настоящее имя — Эл Вальзер (англ. Al Walser).
- Ти-Рок (англ. T-Roc) — рэпер. Также известен как Tiger One и Tiger Style.

### New Fun Factory, второй состав
- Дуглас — рэпер.
- Джасмин — солистка.
- Джоэл — певец.
- Ли — танцовщица

### Fun Factory, воссоединение
- Бальджа — солистка
- Тони — рэпер
- Стив — бэк-вокал
- Ски (Энтони Фриман) — рэпер

## Дискография
| - 1994 — NonStop! - 1995 — Fun-Tastic - 1999 — Next Generation - 2002 — ABC of Music - 2016 — Back to the Factory - 1996 — All Their Best - 1997 — The Party — Non-Stop | - 1992 — «Fun Factory Theme» - 1993 — «Groove Me» - 1994 — «Take Your Chance» - 1994 — «Pain» - 1995 — «Close to You» - 1995 — «I Wanna B With U» - 1995 — «Celebration» - 1996 — «Doh Wah Diddy» - 1996 — «Don’t Go Away» - 1996 — «I Love You» - 1997 — «Oh Yeah Yeah (I Like It)» - 1998 — «Party With Fun Factory» - 1999 — «Sha-la-la-la-la» - 2005 — «Ilarie» - 2005 — «Fiesta De Samba» - 2008 — «Be Good To Me» - 2009 — «Shut Up!» - 2015 — «Let’s Get Crunk» - 2021 — «Memories» |